# Religia naturalna
Religia naturalna – religia, która uznawana jest przez jej wyznawców za istniejącą od zawsze, a dokładniej: od początku historii danej grupy etnicznej czy narodu. W religiach naturalnych zazwyczaj nie występuje uniwersalizm mogący przyczynić się do powstania w nich jakiejś szczególnej (charakterystycznej zwłaszcza dla większości globalnych, monoteistycznych religii założonych) tendencji do nawracania osób spoza danej grupy. Religie naturalne oparte są na tradycji, przekazywanej w ciągu pokoleń. Święte księgi nawet jeśli istnieją, są jedynie zapisem owej tradycji – nie uważa się ich za objawione czy też podyktowane przez Boga, jak to ma miejsce w przypadku monoteizmów pochodzenia semickiego (judaizm, chrześcijaństwo, islam).
Najważniejsze kulty w religiach naturalnych, występujące w niemal wszystkich religiach tej grupy, to:
- kult sił przyrody pod postacią rozmaitych bóstw
- kult płodności – w tym kult urodzaju
- kult przodków – w tym kult bóstwa opiekuńczego dusz/duchów tychże
  - kult boskiego przodka – założyciela lub pierwszego człowieka danej narodowości czy plemienia
- kult solarny, kult lunarny, niekiedy też kult innych ciał niebieskich
- kult Wielkiej Bogini – Pramatki
- kult Ziemi – kult agrarny
- kulty żywiołów – ognia (często powiązany z kultem solarnym), wiatru, wody (oceanów, jezior, rzek), zjawisk atmosferycznych – bóg/bogini gromu na ogół jest także bóstwem militarnym
- kult zwierząt – uważanych za obdarzone ponadnaturalnymi mocami
- kult roślin – często drzew lub ich grup – gajów, lasów, uważanych za święte lub stanowiące siedzibę bóstw.
- kult herosów – wojowników i wodzów, którzy po śmierci awansowali do roli bóstwa
- kult rzemiosła – częsty motyw „boskiego kowala”, wyznawcy uważają, iż niektórych rzemiosł nauczyli ich przodków bogowie

Ze względu na koncepcję teologiczną (sposób pojmowania boskości), religie naturalne można podzielić na politeistyczne, henoteistyczne i panteistyczne.